# Christelle Houndonougbo
Christelle Houndonougbo, de son nom  complet  Christelle  Ségbèya Dossi Houdonougbo,  est une écrivaine et femme politique béninoise. Elle est la présidente de l'ancien parti Congrès du Peuple pour le Progrès (CPP). 

## Biographie

### Parcours académique
Christelle Houndonougbo, diplômée en droit des affaires et carrières judiciaires à l’Université d’Abomey-Calavi, et spécialiste en management des Organisations et de l’administration.

### Parcours politique
De 2015 à 2016, Christelle Houdonougbo est  Directrice du Centre des œuvres sociales et universitaires d’Abomey-Calavi (COUS-AC),. 
Membre du Parti politique Union Progressiste et directrice de l'administration du même parti, elle participe aux élections législatives de 2023 , mais n'est pas élue. 

## Publication
En 2016, Christhelle Houdonougbo publie un ouvrage intitulé "Accusée mais pas coupable" aux Nouvelles éditions balafons.